# Run for Your Life (canção de Tiffany Young)
"Run for Your Life" é uma canção gravada pela cantora americana Tiffany Young. Foi lançado em 11 de outubro de 2019 pela Transparent Arts como single digital.

## Antecedentes e lançamento
Em 2 de outubro de 2019, foi anunciado que Tiffany retornaria com um novo single.

## Composição
"Run For Your Life" é uma transição perfeita de seu single de verão "Magnetic Moon", uma faixa pop com tons de house. A faixa de baixo-batida e pronta para o clube foi produzida por Fernando Garibay e coreografada pelo coreógrafo pop star Brian Friedman. Tiffany declara que: "Essa música é um clima da parte mais profunda e sombria do meu subconsciente, onde o modo de sobrevivência é ativado e eu corro, luto e brilho, sabendo que vale a pena viver. Cada obstáculo acende o fogo dentro de mim. Essa música é a ambição dentro de você, onde você fará o que puder e correrá em direção a ela como se sua vida dependesse disso." O coro hino tem uma semelhança nostálgica com a era The Fame Monster de Lady Gaga.

## Videoclip
Tiffany lançou seu teaser para "Run for Your Life". No teaser, Tiffany está vestida com uma roupa azul brilhante e a iluminação torna o teaser inteiro incrivelmente intenso.